# Star Eyes' Stratagem
Star Eyes' Stratagem è un cortometraggio muto del 1912 diretto da Frank E. Montgomery.

## Produzione
Il film fu prodotto dalla Nestor Film Company. Venne girato al Providencia Ranch, a Hollywood Hills (Los Angeles).

## Distribuzione
Distribuito dalla Bison Motion Pictures, il film - un cortometraggio di una bobina - uscì nelle sale cinematografiche degli Stati Uniti il 15 ottobre 1912.